# Purwodadi (Kejuruan Muda)
Purwodadi is een bestuurslaag in het regentschap Aceh Tamiang van de provincie Atjeh, Indonesië. Purwodadi telt 2394 inwoners (volkstelling 2010).